# 驼翅螟属
驼翅螟属（学名：Hyboloma）为螟蛾科的一个属。

## 下属物种
本属包括以下物种：
- 算盘子驼翅螟 Hyboloma nummosalis Ragonot, 1891
- Hyboloma pallidalis Hampson, 1906